# Atatürk, Annesi ve Kadın Hakları Anıtı

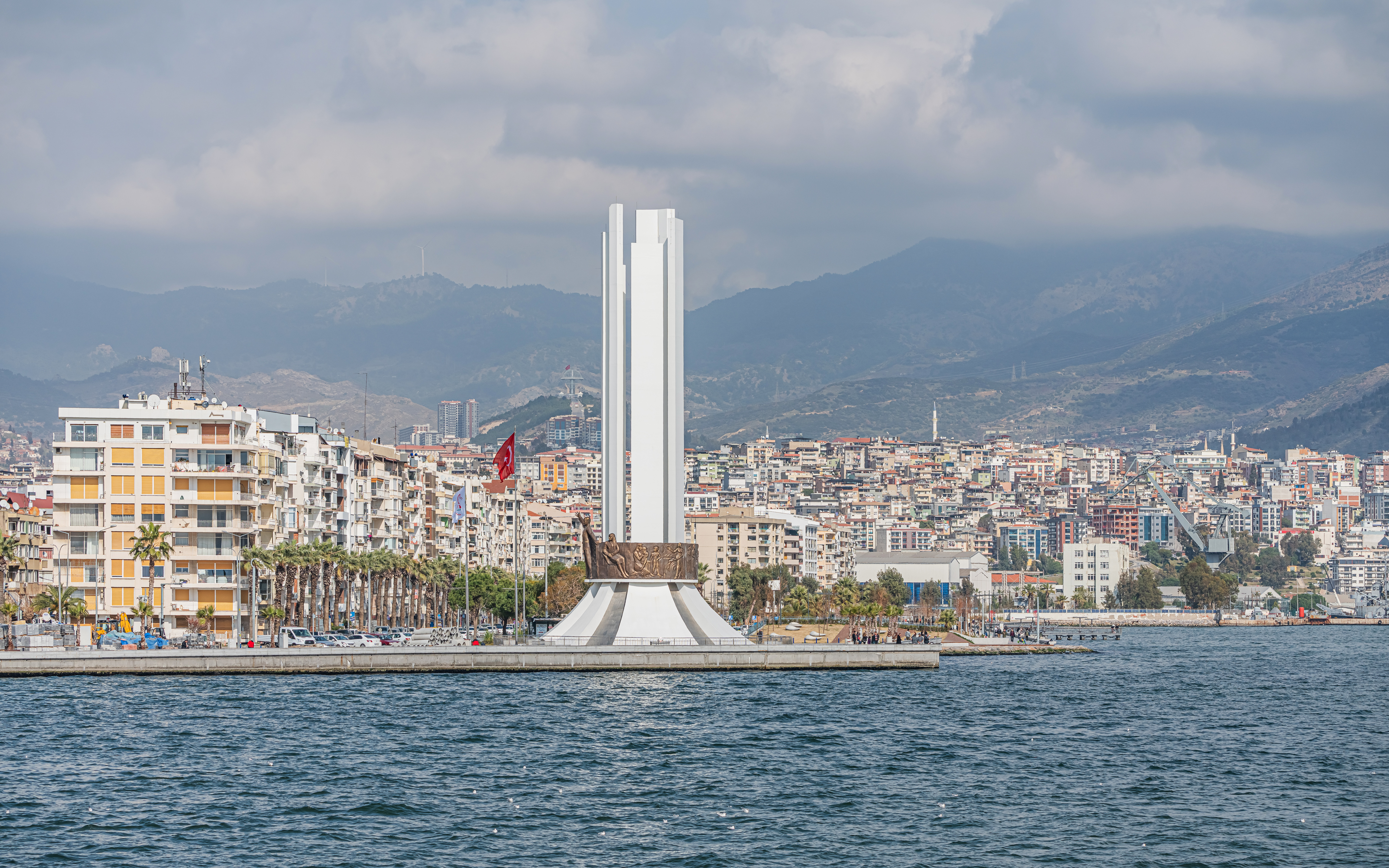
Blick von der Bucht von Izmir auf Atatürk, Annesi ve Kadın Hakları Anıtı.

Das Atatürk, Annesi ve Kadın Hakları Anıtı (dt. Denkmal für Atatürk, seine Mutter und die Frauenrechte) ist ein Denkmal im Stadtteil Karşıyaka der türkischen Stadt Izmir.

## Geschichte
Im Mai 1971 organisierte die Stadt Izmir einen Wettbewerb für ein Denkmal für den türkischen Staatsgründer Mustafa Kemal Atatürk in Karşıyaka. Am 10. November 1971 verkündete die Jury, dass der Bildhauer Tamer Başoğlu und der Architekt Erkal Güngören aus dem Wettbewerb als Sieger hervorgegangen seien. Das Denkmal, das anlässlich des 50. Jubiläums der Ausrufung der Republik gebaut werden und rund 1,2 Millionen Lira kosten sollte, wurde 1972/73 mit Hilfe von Spenden der Bürger des Stadtteils errichtet und am 26. Oktober 1973 eingeweiht.
Im Mai 2015 wurde angekündigt, dass das Denkmal aufgrund von Baufälligkeit abgerissen und durch ein baugleiches aber größeres ersetzt werden solle. Der Gouverneur von Izmir erklärte, dass Monument sei inzwischen „eine Gefahr“. Die Regionalbehörde zur Erhaltung des Kulturerbes in Izmir ebnete den Weg für die Erneuerung des Denkmals, indem sie erklärte, es sei kein historisch bedeutendes Denkmal. Nach der Ausschreibung im April 2017 wurde mit dem bauausführenden Unternehmen ein Vertrag über 6,8 Millionen Lira unterzeichnet. Am 12. Juni 2017 wurde das alte Denkmal abgerissen. Eine Klage auf Aufhebung der Entscheidung zum Abriss war vom zuständigen Verwaltungsgericht zuvor abgelehnt worden.
Das neue Denkmal wurde nach einem Jahr Bauzeit am 12. Mai 2018 eingeweiht. Das „Museum für die Anerkennung der Frauen“, das auf einer Fläche von 110 m² unter dem Denkmal errichtet wurde, wurde ein halbes Jahr später am 3. November 2018 für Besucher geöffnet. Die Lebensgeschichten von Hundert Frauen, die einen besonderen Platz in der Geschichte der Republik Türkei haben, werden im Museum veranschaulicht. Das Denkmal wurde bei den „International Property Awards 2018“ in den Kategorien „Mixed-Use Development“ und „Best Public Services Development“ ausgezeichnet.

## Beschreibung
Das Denkmal besteht aus sieben flachen Betonpfeilern, die aus dem Boden konkav gekrümmt aufsteigen und nach dem Durchgang durch einen Bronzereif senkrecht aufragen. Ursprünglich waren nur sechs Säulen angedacht, welche die sechs Grundprinzipien des Kemalismus symbolisieren sollten. Nach einem Einspruch des Bürgermeisters Osman Kibar (Adalet Partisi) wurden jedoch sieben Säulen errichtet. Der Aufstieg der Säulen symbolisiert die Entwicklung der Frauenrechte in der Türkei. Der Bronzegürtel zeigt die Reliefs von Mustafa Kemal Atatürk, seiner Mutter Zübeyde Hanım und türkischen Frauen.
Das ursprüngliche Monument war 15,54 Meter hoch und das Bronzerelief (3,8 Meter über dem Boden) 1,4 Meter hoch und 6,5 Meter im Durchmesser breit. Die niedrigste Säule des neuen Denkmals ist 35,5 Meter hoch und die höchste 41,7 Meter. Das Bronzerelief beginnt 9 Meter über dem Boden und ist 3,5 Meter hoch.